# Carl Svernlöv
Carl Magnus Svernlöv, född 4 december 1964, är en svensk jurist, författare och universitetslärare.
Svernlöv är särskilt inriktad på företagsöverlåtelser, bolagsrätt och bolagsstyrning. Han var ensamutredare i utredningen Ett enklare aktiebolag Dir 2007:132. Han är advokat på Baker & McKenzie, där han varit anställd sedan 1993, samt adjungerad professor i associationsrätt vid Stockholms universitet sedan 2022.

## Biografi

### Uppväxt och utbildning
Carl Svernlöv föddes i Uppsala, son till Dag och Birgitta Svernlöv, och växte upp i Linköping och Greenwich i Connecticut i USA. Han tog motsvarande gymnasieexamen från Greenwich High School 1982. Efter militärtjänstgöring och reservofficersexamen i Flygvapnet fortsatte han sina studier vid Uppsala universitet, där han tog fil.kand.- och jur.kand.-examina 1989. Följande år avlade han en LL.M. vid Harvard Law School och år 1998 en jur.lic.-examen vid Stockholms universitet. Även doktorandstudierna bedrevs vid Stockholms universitet, där Svernlöv blev jur.dr. år 2007. Hans avhandling behandlar ansvar och ansvarsfrihet inom aktiebolagsrätten.
Svernlöv är bosatt i Stockholm med fru och fyra barn.

### Karriär
Efter studieåret på Harvard och Bar Exam i New York State anställdes Svernlöv hösten 1990 som biträdande jurist på den globala advokatbyrån Baker & McKenzie i New York. År 1993 flyttade han till firmans kontor i Stockholm, där han blev advokat 1995 och delägare 1998. Rankningsinstitutet Chambers & Partners listar Svernlöv som en av de kunnigaste svenska advokaterna avseende aktiebolagslagen.
Mellan 2009 och 2020 var han adjungerad professor i associationsrätt vid Uppsala universitet. Sedan våren 2022 är han adjungerad professor i associationsrätt vid Stockholms universitet. 
Svernlöv är även reservofficer i Flygvapnet.